# Аландські острови та Європейський союз
Аландські острови та Європейський союз (швед. Åland och Europeiska unionen) — особливості застосування угод Європейського союзу на території Аландських островів.
За Законом про самоврядування зовнішня політика не відноситься до юрисдикції Аландів і реалізується центральною державною владою Фінляндії рівною мірою для всієї країни. Але, незважаючи на це, Аланди можуть впливати на укладення міжнародних договорів, які містять постанови в областях, які підпадають під юрисдикцію Аландських островів. Один із пунктів «Закону про самоврядування» містить постанову, що у разі укладання Фінляндією міжнародних договорів, потрібна згода Лагтінґа, щоб він мав силу і на Аландських островах.
У 1995 році, коли Фінляндія входила до Європейського союзу, була потрібна формальна згода парламенту Аландських островів, яка була отримана лише після проведення на Аландах регіонального референдуму . Взаємини Аландів із законодавством Європейського Союзу регулюються спеціальним протоколом, яким, наприклад, Аландські острови не ввійшли до податкового союзу ЄС. Крім того, протокол підтверджує винятки у правилах купівлі нерухомості та ведення економічної діяльності на Аландах. Цей протокол містить також згадку про особливий статус Аландських островів як суб'єкта міжнародного права та ведення економічної діяльності на Аландах.